# Trojni alfa proces
Trojni alfa proces je niz jedrskih fuzijskih reakcij, pri katerih se tri jedra helija-4 (delci α) pretvorijo v ogljik.

## Trojni alfa proces v zvezdah
Helij se izdeluje v jedrih zvezd kot posledica proton-proton verižne reakcije in CNO cikla. Nadaljnje reakcije helija z vodikom ali drugimi delci alfa proizvajajo litij-5 oziroma berilij-8. Oba produkta sta zelo nestabilna in razpadata skoraj v trenutku nazaj v manjša jedra razen, če se pred razpadom tretji alfa delec poveže z berilijem, da bi proizvedel stabilno jedro ogljika-12.
Ko zvezdi zmanjka vodika, da bi reagiral z drugim vodikom, se zvezda začne pogrezati, dokler se osrednja temperatura ne dvigne na 108 K, šestkrat bolj vroče od sončevega jedra. Pri tej temperaturi in gostoti se lahko alfa delci trkajo dovolj hitro (razpolovni čas 5Li je 37×10−22 s in 8Be je 67×10−17 s) za proizvodnjo znatnih količin ogljika in obnovitev termodinamičnega ravnovesja v jedru 
| 4He + 4He → 8Be      | (-0,0918 MeV) |
| -------------------- | ------------- |
| 8Be + 4He → 12C + 2γ | (+7,367 MeV)  |

Celoten izpust energije je 7,275 MeV.
Kot stranski učinek tega procesa se nekatera ogljikova jedra združijo s še enim jedrom helija, da se ustvari stabilen izotop kisika in se sprosti energija:
12C + 4He → 16O + γ (+7,162 MeV)
Za več podrobnosti o tej reakciji in nadaljnjih korakih v verižni reakciji zvezdne nukleozinteze → glej alfa proces.
Te reakcije sprožijo nastanek velike količine ogljika in kisika, vendar se le majhen del teh elementov pretvori v neon in težje elemente. Kisik kot ogljik tako tvorita ostanek gorenja helija-4.

## Primarni ogljik
Ker je trojni alfa proces redek, je običajno potrebno veliko časa, da se proizvede dosti ogljika. Posledica tega je, da v času velikega poka ni nastala znatna količina ogljika, ker se je temperatura v nekaj minutah po njem spustila pod kritično točko za pričetek jedrske fuzije.

## Resonance
Običajno je verjetnost nastanka trojnega alfa procesa zelo majhna. Toda osnovno stanje berilija-8 ima skoraj enako energijo vsote dveh alfa delcev. V drugem koraku ima 8Be + 4He skoraj točno energijo vzbujenega stanja 12C. Te povezave močno povečajo verjetnost, da se bo prihajajoči alfa delec združil z berilijem-8 in da se nadalje tvori ogljik. Obstoj tega je napovedal že Fred Hoyle pred dejanskim opazovanjem, ki je temeljil na fizični potrebi obstoja, da bi se ogljik oblikoval v zvezde. Napoved in odkritje te energetske povezave in procesa sta dala zelo pomembno podporo Hoyleovi domnevi o zvezdni nukleozintezi, ki je pokazala, da so bili vsi kemijski elementi prvotno oblikovani iz vodika, prave prvotne snovi. Antropično načelo je te povezave pojasnjevalo s tem, da je bilo nujno potrebno, da se ustvarijo velike količine ogljika in kisika v vesolju, saj ju človek potrebuje za obstoj.

## Nukleosinteza težjih elementov
Z nadaljnjim naraščanjem temperature in gostote fuzijski procesi tvorijo nuklide samo do niklja-56 (ki kasneje razpade v železo); težji elementi (tisti, ki presegajo masno število Ni) nastajajo predvsem z zajetjem nevtronov. Počasen zajem nevtronov, s-proces, proizvede približno polovico elementov poleg železa. Druga polovica se proizvaja s hitrim zajetjem nevtronov, r-procesom, ki se verjetno pojavi pri supernovah in združitvah nevtronskih zvezd.

## Hitrost reakcije in evolucija zvezd
Koraki trojnega alfa procesa so močno odvisni od temperature in gostote materiala v zvezdah. Moč, ki jo sprosti reakcija, je približno sorazmerna s temperaturo na 40. potenco in z gostoto na kvadrat. V nasprotju s tem proton-protonska verižna reakcija proizvaja energijo, linearno sorazmerno s četrto potenco temperature z gostoto, cikel CNO pa pri približno 17. potenci temperature. Ta močna temperaturna odvisnost ima posledice za pozno stopnjo evolucije zvezde, stopnjo rdeče orjakinje.
Pri zvezdah z manjšo maso nakopičeni helij v jedru prepreči nadaljnji propad le s pritiskom degeneracije elektronov. Ko se temperatura dvigne, povišan tlak v jedru običajno povzroči raztezanje, zmanjšanje gostote in s tem zmanjšanje hitrosti reakcije. Vendar se zaradi visokega tlaka v središču zvezde to ne zgodi in proizvodnja energije se ne spreminja. Posledično se temperatura poveča, kar povzroči povečano hitrost reakcije v ciklu pozitivne povratne zveze, ki postane nenadzorovana reakcija. Ta proces, znan kot helijev izbruh, traja nekaj sekund, vendar spoji v jedru 60–80% helija. V času izbruha lahko proizvodnja energije zvezde doseže približno 1011 sončeve energije, ki je primerljiva s svetlostjo celotne galaksije, čeprav se na površini ne bo ničesar opazilo, ker reakcijo skrivajo vrhnje plasti zvezde.
Za zvezde z večjo maso se v jedru zbira ogljik, ki helij premakne v drugo lupino, kjer se helij sežge. V tej helijevi lupini so pritiski nižji. Tako se lupina v nasprotju s središčem zvezde lahko poveča zaradi povečanega toplotnega tlaka. Razširitev ohlaja to plast in upočasni reakcijo, zaradi česar se zvezda zopet skrči. Ta proces se ciklično nadaljuje in zvezde, ki so v tem procesu, bodo imeli redno spremenljiv polmer in proizvodnjo energije. Te zvezde bodo tudi izgubile material iz svojih zunanjih plasti, ko se bodo razširile in zožile.

## Odkritje
Trojni alfa proces je močno odvisen od ogljika-12 in berilija-8, ki imata resonanco z malo večjo energijo kot helij-4, pred letom 1952 pa to še ni bilo znano. Astrofizik Fred Hoyle je uporabil dejstvo, da je pogost ogljik-12 v vesolju kot dokaz za obstoj resonance le-tega. Edini proces, ki bi lahko ustvaril obilo ogljika in kisika, je trojni alfa proces, ki vključuje ogljikovo-12 resonanco blizu 7,68 MeV.
Hoyle je odšel v laboratorij nuklearnega fizika Williama Alfreda Fowlerja v Caltech in dejal, da mora biti v jedru ogljika-12 resonanca 7,68 MeV. (Energija v vzbujenem stanju je bila takrat določena na okoli 7,5 MeV. ) Fredova Hoyleova drznost pri tem je izjemna in sprva so bili jedrski fiziki v laboratoriju skeptični. Končno se je mlajši fizik Ward Whaling, ki je bil novinec z Univerze Rice (iskal je projekt), odločil iskati resonanco. Fowler je dal Whalingu dovoljenje za uporabo starega generatorja Van de Graaffa, ki ga niso uporabljali. Hoyle se je vrnil v Cambridge, ko je nekaj mesecev kasneje preveril njegovo napoved. Dolgo in plodno sodelovanje med Hoyleom in Fowlerjem se je nadaljevalo, Fowler je celo prišel v Cambridge. Leta 1952 je Fowler opazil resonanco berilija-8 in Edwin Salpeter je izračunal hitrost reakcije ob upoštevanju te resonance.
To je pomagalo razložiti hitrost procesa, vendar se je hitrost, ki jo je izračunal Salpeter, zdela prenizka pri temperaturah, ki so se pričakovale v supernovah. Ko je Fowlerjev laboratorij odkril resonanco ogljika-12 v bližini 7,65 MeV, je odpravil neskladje med jedrsko teorijo in teorijo evolucije zvezd.
Končni produkt reakcije leži v stanju 0+ (spin 0 in pozitivna pariteta). Ker je bilo predvideno, da je Hoylevo stanje bodisi 0+ ali 2+, se je pričakovalo, da bodo vidni elektronski pozitronski pari ali gama žarki. Vendar, ko so bili eksperimenti izvedeni, ni bil opažen kanal za emisijo gama in to je pomenilo, da mora biti stanje 0+. To stanje popolnoma zavira posamezno emisijo gama, ker mora emisija z enim samim gama izsevom nositi vsaj 1 enoto vrtilne količine. Nastanek parov iz vzbujenega stanja 0+ je mogoča, ker lahko njihove kombinirane vrtljaje (0) povežemo z reakcijo, ki ima spremembo momenta 0.

## Nezanesljivost in točnost
Ogljik je nujno potreben za življenje, kot ga poznamo. 12C, stabilen izotop ogljika, se zaradi treh dejavnikov obilno proizvaja v zvezdah:
1. Življenjski čas jedra 8Be je za štiri velikosti večji od časa razpada dveh jeder 4He (alfa delcev).[15]
2. Vzbujeno stanje jedra 12C je malo (0,3193 MeV) nad energetsko ravnjo 8Be + 4He. To je nujno, ker je osnovno stanje jedra 12C 7,3367 MeV pod energijo 8Be + 4He. Zato jedra 8Be in jedra 4He ne moremo spojiti neposredno v normalno jedro 12C. Vzbujeno Hoylevo stanje 12C je 7,656 MeV nad osnovnim stanjem 12C. To omogoča, da 8Be in 4He uporabita kinetično energijo njihovega trka, da se združita v vzbujeni 12C, ki lahko nato preide v stabilno osnovno stanje. V skladu z enim izračunom mora biti energijska raven tega vzbujenega stanja med približno 7,3 in 7,9 MeV, da se proizvede dovolj ogljika, da obstaja življenje, in ga je treba dodatno "prilagoditi" med 7,596 MeV in 7,716 MeV, da se proizvede 12C v naravi.[16]
3. V reakciji 12C + 4He → 16O obstaja vzbujeno stanje kisika, ki bi, če bi bil nekoliko višji, zagotovilo resonanco in pospešilo reakcijo. V tem primeru v naravi ne bi bilo dovolj ogljika; skoraj vsi bi se pretvorili v kisik.[15]

Nekateri znanstveniki trdijo, da je 7.656 MeV Hoylejeve resonance produkt zgolj naključja. Fred Hoyle je leta 1982 trdil, da je Hoylejeva resonanca dokaz »superintelekta«; Leonard Susskind v The Cosmic Landscape (Vesoljska pokrajina) zavrača argument Hoyleovega inteligentnega načrta. Namesto tega nekateri znanstveniki verjamejo, da imajo različna vesolja, deli obsežnega »mnogovesolja«, različne temeljne konstante: v skladu s to kontroverzno domnevo o točnem uravnavanju se lahko življenje razvija le v manjšini vesolj, kjer so temeljne konstante prilagojene za obstoj življenja. Drugi znanstveniki zavračajo domnevo o mnogovesolju zaradi pomanjkanja neodvisnih dokazov.